# Filip Josef Kinský
Filip Josef František hrabě Kinský z Vchynic a Tetova (německy Philipp Joseph Graf Kinsky von Wchinitz und Tettau, 1. května 1700, Praha – 12. ledna 1749, Vídeň) byl český šlechtic, diplomat a státník ze starého českého rodu Kinských. V letech 1728–1736 byl rakouským velvyslancem v Londýně, poté jako nejvyšší kancléř Českého království (1738–1745) patřil k vlivným rádcům Marie Terezie v počátcích její vlády. Jako politik i podnikatel na svých panstvích v Čechách (Česká Kamenice) byl stoupencem zásad merkantilismu. Byl rytířem Řádu zlatého rouna (1744).

## Život
Narodil se 1. května 1700 v Praze jako dvanáctý potomek Václava Norberta Oktaviána Kinského (1. duben[zdroj?] 1642 Praha – 3. leden 1719 Vídeň nebo Praha[zdroj?]), nejvyššího kancléře Českého království, z jeho druhého manželství (sňatek 3. června 1697) s Marií Annou Terezií z Nesselrode na Ereshoven († 6. říjen 1716). V době otcova úmrtí byl ještě nezletilý, poručníkem byl stanoven starší nevlastní bratr Štěpán Vilém Kinský. Filip Josef absolvoval kavalírskou cestu, mimo jiné studoval v Leidenu. Filipova následná rychlá kariéra ve státních úřadech byla podmíněna patronátem prince Evžena Savojského, který byl přítelem celé rodiny Kinských. V roce 1721 byl jmenován císařským komořím a radou apelačního soudu. Byl účastníkem pražské korunovace Karla VI. a ve své tehdejší rezidenci v Celetné ulici hostil švagra hraběte Ludvíka Batthyányho (příbuzenské vztahy s rodem Batthyányů měly také vliv na protekci ze strany Evžena Savojského). Od roku 1724 byl Filip Kinský členem sboru místodržících Českého království. V roce 1727 se stal císařským tajným radou a viceprezidentem apelačního soudu. Již v této době byl také aktivním členem komerčního kolegia Českého království zřízeného v roce 1724.

### Vyslanec v Londýně
Osm let zastával funkci císařského vyslance ve Velké Británii, v Londýně pobýval od září 1728 do září 1736. Vzhledem k malým diplomatickým zkušenostem měla jeho mise zpočátku spíše ceremoniální charakter a k důležitým politickým jednáním nebyl přizván (tzv. druhá vídeňská smlouva z roku 1731 byla uzavřena bez jeho účasti). Dopustil se také několika přehmatů, kdy jednal s vládní opozicí a Evženem Savojským byl kritizován za nízkou frekvenci diplomatických zpráv. Vzhledem k dlouhodobému pobytu se ale nakonec Kinský zařadil mezi důležité osobnosti londýnské společnosti a pravidelně se stýkal s premiérem Robertem Walpolem a s ministrem zahraničí lordem Townshendem. Obýval palác na Hanover Square pronajatý od hraběte ze Scarborough a nákladné slavnosti pořádané k různým příležitostem navštěvovali i členové královské rodiny. V roce 1731 byl jmenován členem Královské společnosti. Z postu mimořádného vyslance povýšil v roce 1732 na stálého velvyslance. V závěru diplomatické mise v Británii vyjednal vysokou půjčku pro Karla VI. (1735). Hostem na Kinského recepci při příležitosti sňatku Marie Terezie s Františkem Štěpánem Lotrinským byl i britský král Jiří II. (1736).

### Nejvyšší kancléř

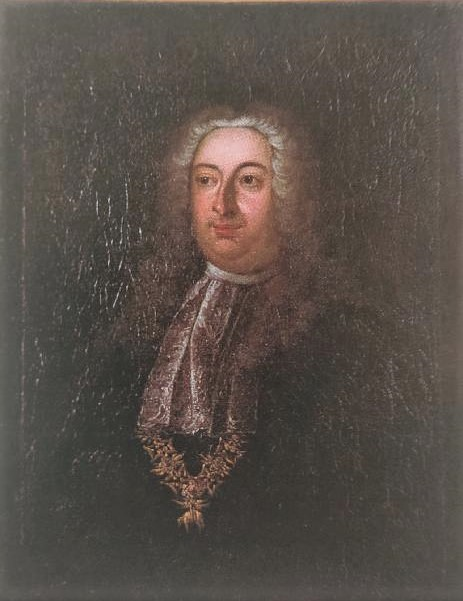
Portrét Filipa Josefa Kinského s dekorací Řádu zlatého rouna

Po návratu z Londýna byl v roce 1736 jmenován místokancléřem Českého království a následně v letech 1738–1745 zastával funkci nejvyššího kancléře. Od roku 1738 byl zároveň členem Tajné konference s titulem státního a konferenčního ministra. Po smrti císaře Karla VI. patřil k nejvlivnějším poradcům Marie Terezie, své kvality osvědčil za války o rakouské dědictví a v první fázi tereziánských reforem. Za francouzské okupace Prahy v letech 1741–1742 se díky pobytu u armády vyhnul konfrontaci s protikrálem Karlem Bavorským. Pomáhal financovat císařskou armádu, zajišťoval zásobování potravinami pro civilní obyvatelstvo a v boji proti okupačním vojskům neváhal sáhnout i k netradičním prostředkům (plánoval například vyvolat selské povstání). Funkci nejvyššího kancléře dočasně převzal hrabě Jan František z Kaisersteina. Po vytlačení francouzské armády z Čech pomáhal organizovat pražskou korunovaci Marie Terezie na českou královnu a z titulu své funkce byl také jejím důležitým účastníkem (1743). Za zásluhy byl v roce 1744 jmenován rytířem Řádu zlatého rouna. Zhruba v roce 1744 byl pověřen řízením finančních záležitostí dědičných zemí a po smrti hraběte Gundakara Tomáše ze Starhembergu byl jmenován prezidentem Bankovní dvorské deputace (Bancohofdeputation, 1745–1747). V této funkci prosazoval efektivnější obchodní vztahy s Rakouským Nizozemím, usiloval také o zřízení obchodní společností v Terstu. Kvůli vysokému daňovému zatížení českých zemí a plánované reformě státní správy se zrušením české dvorské kanceláře se dostal do sporu s hrabětem Haugwitzem, v roce 1747 rezignoval a odešel do soukromí. V čele Bankovní deputace jej nahradil švagr Rudolf Chotek.

### Majetek
Závětí svého otce Václava Norberta se stal dědicem panství Česká Kamenice, které patřilo k velkým pozemkovým celkům v severních Čechách, kde žilo více než 14 000 obyvatel. I když Filip Kinský na kamenickém panství pobýval jen výjimečně, podporoval jeho ekonomický rozvoj. Navázal na podnikatelské aktivity svého otce v oboru sklářství, zasloužil se také o rozšíření textilní výroby. Na zakládání textilních manufaktur se podíleli i angličtí odborníci, které sem Kinský posílal v době svého pobytu v Londýně. Cílený přechod ze zemědělství na průmyslovou výrobu ovlivnil charakter celého regionu přetrvávající až do 20. století. Krátce po převzetí dědictví rozšířil Filip Kinský svůj majetek o panství Zlonice, které koupil v roce 1721 od Kolovratů. Zámek Zlonice se stal jeho občasným sídlem a v jeho sousedství nechal postavit barokní kostel Nanebevzetí Panny Marie (architekt František Maxmilián Kaňka). Od příbuzných Martiniců získal pak ještě panství Mšené (1742) a Budenice (1748). Funkci panského sídla plnil zámek ve Zlonicích do roku 1758, po jeho požáru přesídlili Filipovi nástupci do zámku v Budenicích.
Zemřel ve Vídni ve věku 48 let, pohřben byl v kostele sv. Salvátora v Praze. Ve své závěti vyčlenil vysoké finanční částky pro zřízení špitálů a chudobinců v České Kamenici a Zlonicích. Dědicem většiny majetku se stal syn František Oldřich (1726–1792), který zároveň po potomstvu strýce Štěpána Viléma převzal v roce 1752 také titul knížete.

## Rodina

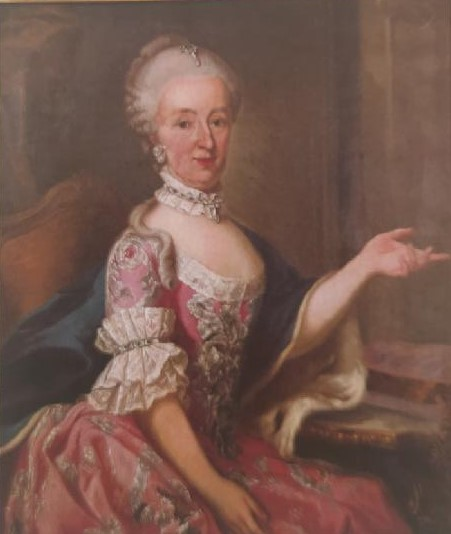
Hraběnka Marie Karolína Kinská, rozená z Martinic

Oženil se 17. listopadu 1722 s hraběnkou Marií Karolínou z Martinic (26. 12. 1700 Modena – 12. 5. 1785 Vídeň), dcerou diplomata a neapolského místokrále Jiřího Adama II. hraběte z Martinic (1650 – 24. 7. 1714 Praha) a jeho manželky Marie Josefíny hraběnky ze Šternberka (31. 10. 1668 – 28. 12. 1747). Měli spolu osm dětí:
- 1. František Karel (2. 11. 1722 – 6. 1. 1728)
- 2. Karel Josef (30. 8. 1723 – 1. 10. 1724)
- 3. Marie Josefa (14. 10. 1724 Praha – 11. 8. 1754 Vídeň)
  - ∞ (2. květen 1740 Vídeň) Michael Jan z Althannu (5. 4. 1710 – 16. 12. 1778)
- 4. František de Paula Oldřich (23. 4. 1726 Zlonice – 18. 12. 1792 Praha), 3. kníže Kinský z Vchynic a Tetova
  - ∞ (14. duben 1749) Marie Sidonie z Hohenzollern-Hechingenu (24. 2. 1729 – 28. 4. 1815), jejich děti:
    - Filip-Josef (14. 2. 1750 – 1751)
    - Josef Arnošt (12. 1. 1751 Vídeň – 11. 8. 1798 Praha), 4. kníže Kinský
      - ∞ (23. duben 1777) Vídeň Marie Rosa z Harrachu (25. 11. 1758 – 31. 3. 1814)

    - Václav Oktavián (23. 9. 1752 – 1771)
    - Marie Anna (26. 11. 1754 – 23. 8. 1828)
    - 1. ∞ (27. duben 1778; rozvedeni) Rudolf Ferdinand ze Salburgu (1732 – 19. 4. 1806)
    - 2. ∞ (18. duben 1789) Václav ze Sinzendorfu (2. 8. 1755 – 2. 5. 1810)
- 5. Marie Anna (10. 7. 1727 – 13. 9. 1733)
- 6. Marie Tereza (14. 4. 1730 – 27. 3. 1797)
  - ∞ (15. duben 1765) Otto-Filip z Hohenfeldu (18. 2. 1733 – 17. 4. 1799)
- 7. Marie Antonie (2. 2. 1732–1803)
  - 1. ∞ (1752) Mikuláš Erdödy (1719 – 31. 8. 1757)
  - (?) 2. ∞ (1759) Kryštof Erdődy z Monyorókeréku a Monoszló (1726–1777)
- 8. Jan Josef Maxmilián (1. 5. 1734 – 16. 5. 1790)
  - ∞ (25. duben 1758) Marie Terezie z Auerspergu (22. 3. 1735 – 15. 11. 1800), jejich děti:
    - 1. Marie Franziska de Paula Xaverie (15. 8. 1760 – 12. 4. 1811)
      - 1. ∞ (18. duben 1781) Oktavián ze Sinzendorfu (6. 1. 1755 – 10. 5. 1799)
      - 2. ∞ (7. leden 1800) Karel Leonhard II. z Harrachu na Rohrau (11. 6. 1765 – 8. 3. 1831)

    - 2. Bedřich (Fridrich) Josef (4. 1. 1767 – 2. 12. 1794)
      - ∞ (1794) Marie Anna z Althannu (1775 – 1840)

## Zajímavosti
V koprodukčním televizním projektu Marie Terezie z roku 2017 ztvárnil jeho postavu slovenský herec Alexander Bárta.